# جلال بريك
جلال بريك، ولد في 15 أغسطس 1963 في قرطاج ، هو ناقد سياسي تونسي مثير للجدل، مقيم في باريس.

## السيرة الذاتية
درس بريك في كلية الآداب بمنوبة أين ساهم في إعادة بناء الاتحاد العام لطلبة تونس، وأصبح عضوا في اللجنة الثقافية. يعتبر بريك نفسه معارض لكل من نظام الحبيب بورقيبة والحركات الأصولية. تسبب له نشاطه السياسي في تجنيده قسريّا في أفريل 1986 وإرساله إلى المخيم العسكري في رجيم معتوق، في الصحراء التونسية، رفقة العديد من رفاقه وأبرزهم الزعيم اليساري الراحل شكري بلعيد.
عند خروجه من المخيم، حُرم من حق العمل وإضطرّ ليهاجر إلى فرنسا في عام 1991. استمر في نشاطه السياسي في فرنسا صلب الحزب الشيوعي الفرنسي، وكانت آخر مرة سافر فيها إلى تونس في أكتوبر 2010 ، أسابيع قبل اندلاع الثورة الّتي أدّت إلى سقوط نظام زين العابدين بن علي خليفة بورقيبة.

## خلال وبعد ثورة يناير

### البدايات
أصبح جلال بريك ظاهرة اجتماعية بفضل أشرطة الفيديو التي يضعها على الإنترنت، حيث صدم الرّأي العام بطريقة جريئة وحادة في انتقاد الإسلاميين رئيس أركان الجيش التونسي، رشيد عمار وأيضا رئيس الوزراء حينها الباجي قائد السبسي. تم حجب صفحته على فايسبوك في 7 ماي 2011.
و عُرف جلال بريك بمقولته الشهيرة التي يفتتح ويختتم بها أشرطته:

### الصراع مع المؤسسة الدّينية
عرف بريك تحوّلا نوعيا المواضيع التّي يطرحها لمتابعيه، إذ إنصب اهتمامه أكثر فأكثر على انتقاد الإسلام السياسي، ثم الإسلام نفسه، خاصة بعد وصول حركة النهضة إلى الحكم أواخر 2011.

#### تسريب فيديو علي العريض
في 12 يناير 2012، إدعى أنه من حمل مقطع فيديو مسرّب ومفبرك لوزير الداخلية أنذاك علي العريض وبرّر ذلك بأنه أراد قلب موازين القوى مع النهضة التي تنتهج أسلوب تشويه ومهاجمة خصومها على الإنترنت.

#### تهديدات الإسلاميين
في أبريل 2012، تعرّض إلى هجوم في شارع قصر الشانزليزيه في باريس، من قبل مجموعة من «المتطرفين» الدينيين.
وفي يونيو من نفس العام، وبعد نشره شريط فيديو إعتُبرت مهينة لمحمد، رسول الإسلام، طالب الشيخ بشير بن حسن بسحب الجنسيته التونسية منه. يعتبر بريك أنه كان يميل إلى البورقيبية، القومية العربية ومساند قوي للقضية الفلسطينية ثم تحول تدريجيا إلى رافض للهوية العربية الإسلامية في تونس وشمال أفريقيا، معتبرًا أنّ الإسلام هو أداة الإمبريالية العربية ويعتبر أن تونس هي بالأساس أمازيغية، فينيقية، قرطاجية ورومانية.

### إنتخابات الرئاسة 2014
سنة 2014، أعلن بريك نيّته التّرشح إلي الإنتخابات الرئاسية 2014 ولكنه لم يقم فعلا بالترشح.

### الشعبية على يوتيوب
بعد أن تم حجب صفحاته على فايسبوك عدة مرات، إختار بريك قناته على اليوتيوب كوسيلة فعالة لنشر فيديواته، إذ بلغ عدد المشتركين بقناته أكثر من 70,000 مشترك، وعدد المشاهدات أكثر 20 مليون، وفي 21 نوفمبر 2017 تم إغلاق قناته على يوتيوب لعدم تطابقها مع مبادئ الموقع.

### الإعتداء الثاني عليه
في يونيو 2020، راجت على مواقع التواصل الإجتماعي مقطع فيديو يُظهر تعرّض جلال بريك إلى إعتداء من طرف عدد من الأشخاص، تضاربت الأخبار حول ما إذا كان هذا الاعتداء قديما أو حديثا، خاصة أن بريك كان قد تعرّض إلى إعتداء مماثل في 2012. لكن بريك ظهر في بعض وسائل الإعلام التونسية وأكد تعرضه للإعتداء من طرف شبان تونسيين يوم الـ10 من يونيو الماضي في حي بالعاصمة الفرنسية باريس مؤكدا على ان الإعتداء مدبر مسبقا.
اتهم بريك الإسلاميين وحركة النهضة بالوقوف وراء عملية الإعتداء عليه.

### تصريحات «مثيرة للجدل»
- قال جلال بريك في حوار له مع إذاعة إي أف أم التونسية، أنه يعترف بدولة «إسرائيل» وعاصمتها القدس وأنه لا يعارض التطبيع معها خاصة التطبيع على المستوى العلمي وتبادل الخبرات معها حسب وصفه. كما وصف في نفس الحوار الرئيس التونسي قيس سعيد بـ«السفيه» وذلك بعد إعلان الأخير اعتبار التطبيع «خيانة عظمى».[13]
- صرح جلال بريك بأنه يعتبر الرئيس التونسي الراحل الحبيب بورقيبة «سبب خراب تونس» معتبرا أن «التعليم الفاسد» والفساد عموما هو صنيعة نظام بورقيبة.[14]

### رفضهإجراءات 25 يوليو
بعد قرارات الرئيس التونسي قيس سعيد، في 25 يوليو 2021، تعليق إختصاصات مجلس نواب الشعب ورفع الحصانة عن أعضاءه وإقالة حكومة هشام المشيشي، خرج الناشط السياسي جلال بريك عبر بث مباشر على صفحته بموقع فيسبوك وأعلن رفضه لهذه الإجراءات. كما شارك بريك في وقفة احتجاجية للجالية التونسية وعدد من النواب في العاصمة الفرنسية باريس رفضا للإجراءات الاستثنائية للرئيس قيس سعيد لكن ما أثار إستغراب الكثيرين هو رفعه صورة رئيس كتلة «إئتلاف الكرامة» بالبرلمان، النائب سيف الدين مخلوف (والذي اعتُقل في 21 سبتمبر 2021)، المعروف بقربه من التيار الثوري والإسلامي مكتوب عليها "LIBERTE pour Seifeddine MAKHLOUF" أي «الحرية لسيف الدين مخلوف».

## اعتنق الإسلام
في 24 فيفري 2023 يعلن جلال بريك توبته وعودته لدين للإسلام عبر مقطع فيديو.

## مقالاته
ساهم جلال بريك ولمدة قصيرة في كتابة بعض المقالات في الجريدة الساخرة «ضد السلطة» التي أصدرها الكاتب توفيق بن بريك أواخر سنة 2011.